# Sosniwka (rejon fastowski)
Sosniwka (ukr. Соснівка) – wieś na Ukrainie, w obwodzie kijowskim, w rejonie fastowskim, w hromadzie Tomaszówka. W 2001 liczyła 672 mieszkańców, spośród których 660 wskazało jako ojczysty język ukraiński, 11 rosyjski, a 1 białoruski.